# Resclosa (assut)

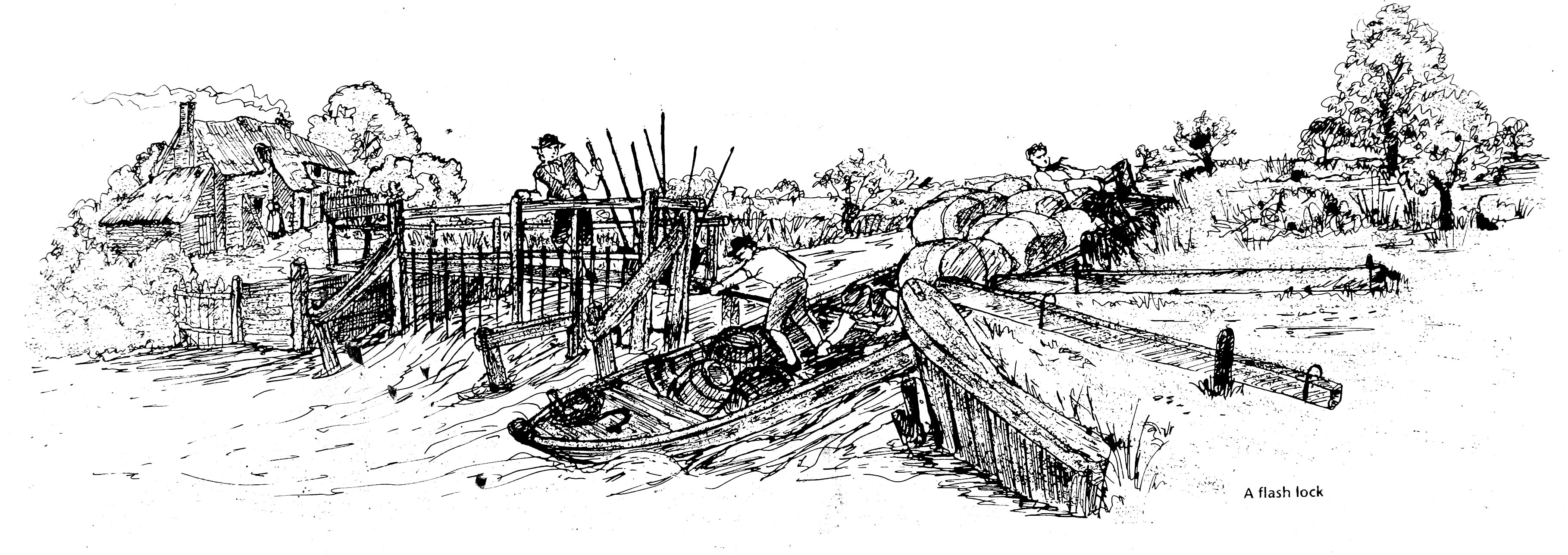

Una resclosa tipus assutés una resclosa feta transversalment en un curs d'aigua amb l'objectiu d'elevar el nivell de l'aigua i derivar el corrent fora del seu llit.
Si la dimensió és molt petita s'anomena assut o peixera i en cas de grans dimensions rep el nom de presa.
En els rius i canals navegables la resclosa té comportes que permeten a les embarcacions superar el desnivell. fa més de dos mil anys que s'utilitza. És l'avantpassada de la resclosa moderna
Poden estar fetes amb fusta, maons, pedra natural en la majoria dels assuts i de les rescloses fins a la meitat del segle xx. Després, en esdevenir sempre més llargues, es faran de formigó armat amb comportes d'acer.
També hi ha “rescloses seques” que són preses “seques” en les quals s'ha reservat un canal que es manté sempre obert, permetent el pas de l'aigua, però frenant les inundacions (és a dir, que serveixen respectivament per limitar les inundacions o el risc d'inundacions aigües avall).

## Principi
Sobre els cursos d'aigua es construeixen preses o assuts baixos amb finalitats de regadiu, la creació de trams per alimentar els molins o sovint per mantenir el nivell de l'aigua a la part navegable.
En les vies d'aigua navegables, la necessitat travessar aquests assuts amb embarcacions o per a transportar troncs en tramades va obligar a acoblar-hi unes comportes que van donar origen a la resclosa. Amb una alçada de 0,50 a 2 metres, van permetre el pas de vaixells per la cascada creada. La resclosa s'acobla a una part fixa fins al nivell superior de la presa, el sobreeixidor .
En sentit descendent , el vaixell era conduït pel tobogan i dirigit pels barquers. Podia ser frenat amb una corda fixada aigües amunt a l'eix de l'estructura. En sentit ascendent, la barca era estirada contra corrent per un torn, per un equip de cavalls o bous, fins i tot per homes, o tots alhora. Aquest perillós sistema no només provocava una pèrdua d'aigua i temps, sinó que generava conflictes entre barquers i moliners.

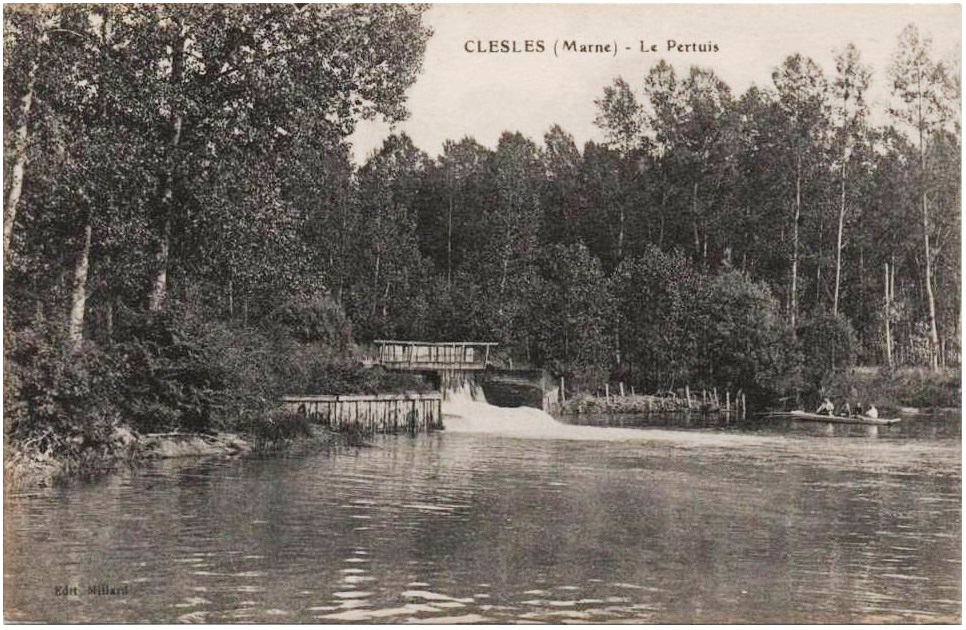
Resclosa dels Pertuis de Clesles

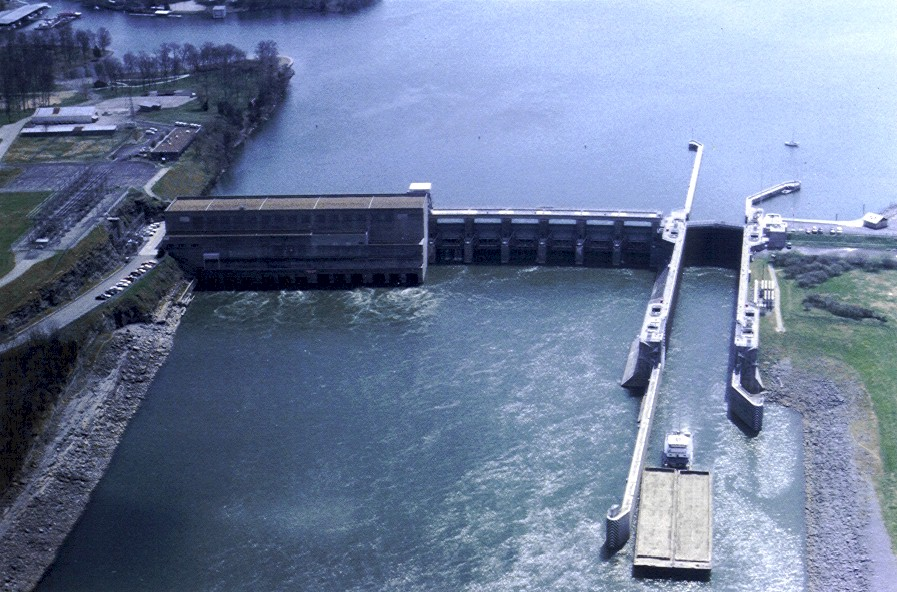
En aquesta foto, una presa separa un llac del seu canal de descàrrega, es preveu una porta (resclosa simple) per al pas de vaixells; l'addició d'una segona porta hauria permès crear una cambra de resclosa.

## Tipus

### Resclosa d'agulles
Es tracta d'una porta formada per agulles de fusta d'una secció d'aproximadament 8 cm i una longitud no superior a 3,5 m (segons l'alçada de l'obertura), col·locades una al costat de l'altra, subjectades per un aldaba a la llosa inferior i pel vol ., peça de fusta articulada que els subjecta a la part superior. Un cop retirades les agulles, el vol gira cap al costat, al voltant del puntal, per deixar passar el vaixell o el tren de fusta. Alguns escletxes d'agulles són encara visibles a l'Yonne aigües amunt d'Auxerre (Vincelottes, les Dames, el Bouchet, Crain, etc.) i a la Cure, a Accolay i Cravant en particular.
La resclosa d'agulles va ser la base de la invenció de la presa mòbil amb agulles i encavallades l'any 1834 per l'enginyer Charles Antoine François Poirée, experimentada per primera vegada a Basseville, no gaire lluny de Clamecy, on el canal du Nivernais creua el Yonne. Encara es poden veure diverses d'aquestes obres en funcionament, a l'Yonne a Auxerre a la presa de Batardeau, la presa d'agulla més llarga del canal de Nivernais, situada en el seu tram on el canal segueix el curs de l'Yonne, la presa de Vaux una mica. riu amunt, i el pont de la presa de Champs-sur-Yonne encara riu amunt, en el qual és ben visible el coll reservat al pas de trens de fusta, més ample i precedit per maçoneria en embut. Més amunt encara, el pont de la presa de Merry-sur-Yonne (a Saussois) va substituir una antiga resclosa els fonaments de la qual ara estan submergits i senyalitzats per un rètol. Encara podem veure preses amb encavallades i agulles també al Cher navegable, entre Saint-Aignan i Tours.
En determinades preses d'agulla de l'Aisne o la Saona, aquestes poden ser més amples .

### Resclosa de taulons
Té uns " taulons » de fusta també anomenats « accessoris " o " tancaments », de 30 a 40 cm d'ample per 20 a 30 d'alçada, equipats amb un mànec llarg, es col·loquen entre les " agulles " acanalats per rebre'ls. Es poden veure en un dibuix a la Hidràulica de Bélidor.
Aquest tipus de comporta encara es pot veure al Loir on una d'elles va ser restaurada recentment a Bazouges.

### Resclosa de tambor
EL" segells » són taulons de secció quadrada d'aproximadament 20 cm a cada costat, i de 4 a 6 metres de llargària, apilats horitzontalment uns sobre els altres per formar un " taponament ". Els" segells » es mantenen en solcs verticals, formant les parets laterals de l'obra. És la comporta més senzilla de fer i d'operar ; prefigura els sistemes de comportes enlairables. No obstant això, les rescloses amb cambres van rebre aquest sistema de comportes sobre el Tarn i el Lot, durant la seva primera canalització sota Colbert. Es poden veure a Albi i Luzech.
Aquest sistema encara s'utilitza molt habitualment, no per passar embarcacions, sinó per aïllar amb una resclosa un terreny per tal d'assecar-lo per poder realitzar treballs.

### Resclosa de fulla enlairable/pivotant
Un gran panell suspès " volant " a força altura, que pivota amunt un cop la fulla s'ha enlairat per sobre de la superfície de l'aigua. Aquestes rescloses equipaven la Vilaine al XVI XVI segle, i encara avui es poden veure al Grand Morin .

### Resclosa de fulla enlairable
El principi de comporta enlairable és senzill i és una millora dels sistemes anteriors; s'aixeca una planxa gran prou amunt com per deixar passar les barques per sota. Aquest sistema equipava el canal d'Entreroches a Suïssa, així com el canal Haine a Bèlgica. Prefigura les portes de guillotina que equipen avui el Rhône, entre d'altres.

### Resclosa amb comporta de sector
Aquest sistema, que recorda un quart de formatge brie que pivota sobre un eix vertical que travessa la seva punta, la cara arrodonida mirant aigües amunt, s'experimenta sobre els petits canals de derivació del Sena superior, entre Troyes i Nogent-sur-Seine, al XVIII XVIII segle. És una invenció d' Artus Gouffier (1627-1696), duc de Roannais, accionista del canal de Briare que s'interessava per la navegació a la vall superior del Sena com el seu homòleg Héctor Boutheroüe de Bourgneuf. Mostrat a la Gran Enciclopèdia, és l'avantpassat directe de les portes de sector que equipen algunes rescloses a determinades grans preses actuals.